# شاغوریت
شاغوریت (به عربی: شاغوریت) یک روستا در سوریه است که در ناحیه محمبل واقع شده‌است. شاغوریت ۶۸۴ نفر جمعیت دارد.